# Le Pays lointain

Le Pays lointain est la dernière pièce de théâtre de Jean-Luc Lagarce, parue en 1995 aux éditions Les Solitaires Intempestifs.
Écrite quelques semaines avant de mourir du sida, on l'a rapprochée du Roberto Zucco de Bernard-Marie Koltès.

## Juste avant de mourir
« J'ai près de trente-quatre ans maintenant et c'est à cet âge que je mourrai », dit le protagoniste Louis dans le prologue de Juste la fin du monde. Le Pays lointain reprend le thème du fils qui retourne dans sa famille juste avant de mourir. Ce thème est déjà développé dans les pièces précédentes comme J'étais dans ma maison et j'attendais que la pluie vienne ou Juste la fin du monde. Le Pays lointain est en réalité une réécriture de Juste la fin du monde, qui n'avait pas été accepté mais non pas un échec puisque aujourd'hui la pièce est jouée avec grand succès. [réf. nécessaire]
Lagarce construit dans la pièce un chœur antique dans lequel s'expriment les vivants et les morts. Des personnages sans rôles, comme Un Garçon, tous les garçons ou Le Guerrier, tous les guerriers, opèrent dans la pièce comme des machinistes qui jouent les rôles des hommes que Louis a croisés pendant sa vie.
L'univers de la pièce semble être le lieu d'une multiplication, d'une mise en résonance où s'additionnent les figures, les voix et les expressions de tout ce que Louis a croisé dans son existence.

## Les personnages
- Louis
- Longue Date
- Le Jeune disparu
- Un Garçon, tous les garçons
- Le Guerrier, tous les guerriers
- Le Père, mort déjà
- La Mère
- Antoine, le frère de Louis
- Suzanne, la sœur de Louis
- Catherine, la femme d'Antoine
- Hélène
- L'amant, mort déjà